# Tatarstrædet
Tatarstrædet (russisk: Татарский пролив – Tatarskij proliv, kinesisk: 韃靼海峽, japansk: 間宮海峡 – Mamiyastrædet) er et stræde i Stillehavet som skiller den russiske ø Sakhalin fra det asiatiske fastland, og knytter det Okhotske Hav i nord med det Japanske Hav i syd. Det er 900 km langt, 4-20 m dybt, og 7,3 km bredt på det smalleste.
På russiske kort kaldes den smalleste del af Tatarstrædet Nevelskojstrædet (russisk: Пролив Невельского), til minde om kaptajn Gennadij Nevelskoj som opdagede at Tatarstredet var et stræde og ikke en bugt, som det tidligere var antaget.
Navnet Tatar er efter tatarene, et gammelt navn for forskellige folkeslag i de indre og nordlige dele af Asien. I dette tilfælde henviser det til folkeslagene i Manchuriet, som historisk blev kaldt East Tartary i engelske kilder.
Floden Amur løber ud i den nordvestlige del af strædet.
En jernbanefærge går over strædet, mellem havnene Vanino på fastlandet og Kholmsk på Sakhalin.
52°11′N 141°37′Ø / 52.183°N 141.617°Ø